# Death: The Time of Your Life
Death: The Time of Your Life è una miniserie a fumetti di tre numeri scritta da Neil Gaiman, spin-off dalla serie Sandman. Fu illustrato da Chris Bachalo e Mark Buckingham, e presenta un'introduzione di Claire Danes. La serie fu pubblicata da aprile a luglio 1996 e fu poi raccolta in un unico volume.
Questa storia ha come protagoniste Donna Cavanagh (che preferì essere nota con il soprannome di Foxglove) e la sua compagna lesbica Hazel McNamara da una storia precedente della serie Sandman, Il gioco della vita.

## Trama
La storia si apre con Foxglove, ora un'autrice di canzoni di successo impegnata in un tour molto importante. La sua relazione con Hazel si stava lentamente dipanando, soprattutto a causa della pressione sempre crescente della sua nuova fama. Una notte, il figlio di Hazel, Alvie (il risultato dell'unico incontro etero di Hazel), morì, e quando Morte, nelle vesti di un'adolescente in abiti gotici si presentò a prenderlo, Hazel fece una promessa in preda alla disperazione. La promessa era che o Hazel o Fox avrebbero preso il posto di Alvie quando lei sarebbe tornata, se solo avesse lasciato che Alvie vivesse ancora un po'. La storia tocca il tasto sulla pressione del vivere vite private o pubbliche, così come la fedeltà, l'amore e il dovere.

## Premi
La miniserie originale ottenne il massimo dei voti dalla Comics Buyer's Guide Fan Award per la Serie Limitata Preferita nel 1997.

## Altri spin-off di Sandman
- Death: l'alto costo della vita
- Destiny: A Chronicle of Deaths Foretold